# Carla Tuinfort
Carla Tuinfort is een Surinaams journalist en galeriehouder. Ze heeft lange tijd voor De Ware Tijd geschreven en richtte in 1979 haar eigen Gallery Eygi Du op.

## Biografie
Als journaliste heeft Carla Tuinfort voor dagbladen geschreven, vooral lange tijd voor De Ware Tijd.
Daarnaast richtte ze in  1979 Gallery Eygi Du op in Paramaribo. Eygi Du (Sranantongo voor eigen kunst en eigen kunnen) richt zich op kunst van eigentijdse Surinaamse en ook Antilliaanse kunstenaars. De lijdraad hierin is dat kunst van eigen mensen het bewustzijn van de eigen bevolking versterkt. Sinds 1983 bracht ze een kalender uit met Caribische kunst, die de Surinaamse Brouwerij als cadeau meegaf bij bieraankopen. Hierdoor werd de Surinaamse en Caribische kunst toegankelijk voor een breed Surinaams publiek. Ook was ze in 1989 in Curaçao voor een gemengde expositie met Eygi Du.
In de jaren 2010 kende ze een lange periode van ziekte en in 2021 besloot ze op 68-jarige leeftijd om de aanpak van de galerie te vernieuwen. Liesbeth Peroti voegde zich bij het managementteam en Egyi Du ontwikkelde in de coronajaren verschillende initiatieven op het internet.
In mei 2022 werd Carla Tuinfort onderscheiden met de Art Award van de Federation of Visual Artists in Suriname (FVAS).